# Lumbrineris papillifera
Lumbrineris papillifera är en ringmaskart som beskrevs av Fauvel 1918. Lumbrineris papillifera ingår i släktet Lumbrineris och familjen Lumbrineridae. Inga underarter finns listade i Catalogue of Life.